# Organizzazione dei Mojahedin della Rivoluzione Islamica
L'Organizzazione dei Mojahedin della Rivoluzione Islamica (in iraniano: Sāzmān-e Mojāhedin-e Enqelāb-e Eslāmi-e Irān; in inglese: Mojahedin of the Islamic Revolution of Iran Organization) è un partito politico iraniano. È stato fondato nel 1979.